# Goldene Generation (Portugal)
Als Goldene Generation werden meist talentierte Fußballer eines Jahrgangs, also einer gesellschaftlichen Generation bezeichnet. Besonders in Verbindung mit diesem Ausdruck standen die Spieler der Nationalmannschaft Portugals, die Anfang der 1990er bis Anfang der 2000er die Farben ihres Heimatlandes vertraten.

## Geschichte

### Anfänge
Ende der 1980er Jahre wurde die Arbeit im Jugendbereich Portugals revolutioniert. Übungsleiter wie Carlos Queiroz und Nelo Vingada leiteten von da an die Jugendabteilung, forderten und förderten die Talente in den einzelnen Altersklassen. Das Duo organisierte den Jugendbereich im portugiesischen Fußball neu. Durch diese Veränderungen innerhalb des Verbandes sollte eine erfolgreiche Ära im Nachwuchsbereich eingeleitet werden.

### Geburtsstunde der Goldenen Generation
Schon 1988 erreichte die U-18 des Landes das Endspiel der UEFA-Europameisterschaft. Dort musste man sich der Sowjetunion geschlagen geben. Erst kurze Zeit später konnten die ersten großen Erfolge gefeiert werden. Viele Spieler des Kaders der U-18 bildeten für die kommende Weltmeisterschaft der U-20 das neue Fundament der Portugiesen. Obwohl als Außenseiter gestartet gelang der große Coup. Im Jahre 1989 wurde die FIFA-Junioren-Fußballweltmeisterschaft in Saudi-Arabien ausgetragen, bei der die portugiesische Nationalmannschaft die Gruppenphase überstand und bis ins Finale vordrang. Dort traf man auf Nigeria. Am Ende der Partie stand es 2:0 für Portugal und der erste Junioren-Weltmeistertitel wurde perfekt gemacht. Angeführt von João Pinto und Paulo Sousa zeigte die Mannschaft guten Fußball und überraschte damit.
Zwei Jahre später wurde der Titel im Endspiel gegen Brasilien verteidigt. Einige Spieler wie Fernando Brassard und Luís Figo standen noch immer im Aufgebot der Nachwuchsmannschaft. Im eigenen Land zeigte man, dass der erste Titelgewinn kein Zufall war und wiederholte den Erfolg. Im Finale musste man dieses Mal den langen Weg über Verlängerung und Elfmeterschießen gehen. Das Spiel wurde mit 4:2 für sich entschieden. Den entscheidenden Treffer verwandelte Rui Costa. 120.000 Zuschauer im Estádio da Luz feuerten ihre Heimmannschaft an.
Mit diesen beiden Gewinnen erhoffte sich der portugiesische Verband und die Fans erfolgreiche Zeiten auf internationaler Ebene im Männerbereich.

### Die Goldene Generation in der A-Nationalmannschaft
Viele Spieler der Nachwuchsteams kamen schnell zu ihren Debüts in der A-Nationalmannschaft Portugals. Vítor Baía debütierte 1990, Luís Figo 1991 und Jorge Costa 1992. Mit einem jungen Team und guten Spieler sollte sich Portugal für die Fußball-Weltmeisterschaft 1994 in den USA qualifizieren. Doch bereits in der Qualifikation wurden alle Träume einer Teilnahme begraben. Hinter Italien und der Schweiz landete man nur auf Platz drei. Besonders bitter war die 0:1-Niederlage gegen Italien im letzten Spiel, die das Scheitern besiegelte.
1996 präsentierte sich die Mannschaft dann erstmals auf der internationalen Bühne bei der EM in England. Abgesehen von den älteren José Tavares, Vítor Paneira, Oceano, Alfredo Castro und Rui Correia zählten die restlichen siebzehn Fußballer zu der Goldenen Generation. Im Tor war Vítor Baía bereits die unangefochtene Nummer eins, was auch bei der EM 2000 und der WM 2002 der Fall war.
Zwei Jahre später scheiterte die Mannschaft erneut in der Qualifikation, als man in einer Gruppe u. a. mit Deutschland und der Ukraine sich hinter beiden platzieren musste, und das, obwohl man nur eine Niederlage einzustecken hatte sowie mit nur vier Gegentreffern eine der besten Defensiven der Qualifikationsphase stellte.
Die Euro 2000 bestritt die Mannschaft mit Erfolg und schied erst im Halbfinale gegen den späteren Sieger Frankreich aus. Achtzehn Spieler aus den Geburtsjahren zwischen 1969 und 1974 sowie Nuno Gomes gehörten damals zum Kader.
Zur Fußball-Weltmeisterschaft 2002 in Japan und Südkorea qualifizierten sich die Portugiesen erstmals seit 1986 wieder für eine WM. 33 Tore in der Qualifikation waren der Bestwert eines europäischen Teams. Immer noch spielten viele Spieler der Goldenen Generation in der portugiesischen Mannschaft. So waren es Nuno Gomes (7 Tore), Luís Figo (6 Tore), Sérgio Conceição (4 Tore) und Pauleta (8 Tore), die mit ihren Toren den Weg zur Weltmeisterschaft ebneten. So war es auch nicht verwunderlich, dass Nationaltrainer António Oliveira auch bei diesem Turnier den Stamm der Mannschaft zusammenhielt und die meisten Spieler sich bereits aus der Junioren-Nationalmannschaft kannten. Als einer der Geheimfavoriten kamen die Portugiesen allerdings nicht über die Vorrunde hinaus. Torhüter Baía war während dieses Turniers Stammtorhüter, obwohl er noch in der Qualifikation kein Spiel für Portugal bestritten hatte. Nach der WM wurde er jedoch nicht mehr berücksichtigt. Damit zeichnete sich der schrittweise Abschied der Stars der Goldenen Generation ab.

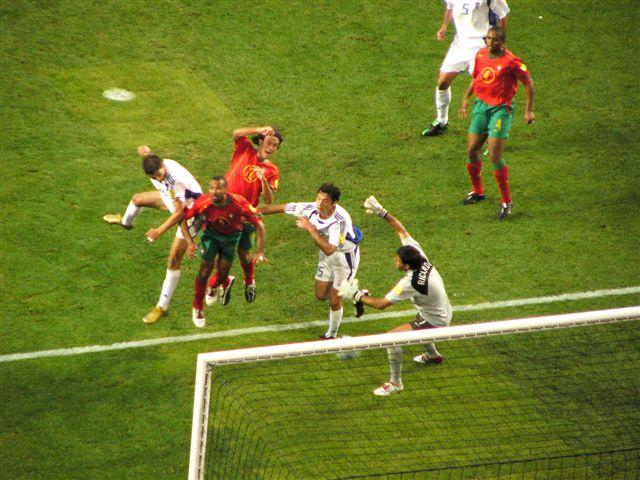
EM 2004: Finale zwischen Portugal und Griechenland

Beim Europameisterschaftsturnier im eigenen Land erreichte Portugal das Finale, verlor aber mit 0:1 gegen Griechenland. Von der Goldenen Generation waren bei diesem Wettbewerb aber nur noch Rui Jorge, Fernando Couto, Luís Figo, Rui Costa, Nuno Gomes und Pauleta im Kader, nachdem Luiz Felipe Scolari, seit 2003 im Amt, den Trainerposten übernahm und einen Umbruch einleitete.
2006 schaffte es das Team erneut zu einer Weltmeisterschaftsendrunde. Von den Spielern der Goldenen Generation blieben aber nicht mehr viele übrig. Einzig Luís Figo, Nuno Gomes und Pauleta blieben der Mannschaft erhalten und führten diese in das Turnier, bei dem man Vierter wurde.
Zwei Jahre später, bei der EM in Österreich und der Schweiz war es gar nur noch Nuno Gomes, der als letzter Verbliebener der Goldenen Generation das Trikot Portugals trug.

### Abschied der Goldenen Generation
Nachdem 2002 noch viele Kinder der Goldenen Generation in den Kader zur Weltmeisterschaft berufen worden war, änderte sich das Bild der portugiesischen Nationalmannschaft mit dem Amtsantritt von Luiz Felipe Scolari zusehends.
Die alternden Spieler wie Vitor Baía, Abel Xavier, Paulo Bento, Pedro Barbosa, Paulo Sousa, Nuno Capucho, João Pinto und Sérgio Conceição wurden nicht mehr berücksichtigt. Ihnen wurden jüngere Spieler vorgezogen. Nach der EM im eigenen Land verabschiedeten sich auch Rui Costa, Rui Jorge, Fernando Couto. Als einer der letzten großen Stars gaben dann Luís Figo und Pauleta ihren Abschied nach der Weltmeisterschaft in Deutschland 2006 bekannt.
Trotz einer großen vorhergesagten Zukunft, mit vielen Erfolgen, erspielte die Goldene Generation nie einen wichtigen Titel.

## Wissenswertes
In den Top Ten der Personen mit den meisten Spielen für Portugal liegen aktuell (Stand: März 2010) sieben Spieler, die der Goldenen Generation zugeordnet werden können. Mit 127 Spielen war Luís Figo bis Mitte 2016 Rekordspieler seines Landes. Pauleta hielt mit 47 Treffern bis März 2014 den Rekord für die meisten Tore.

## Spieler der Goldenen Generation (Auswahl)

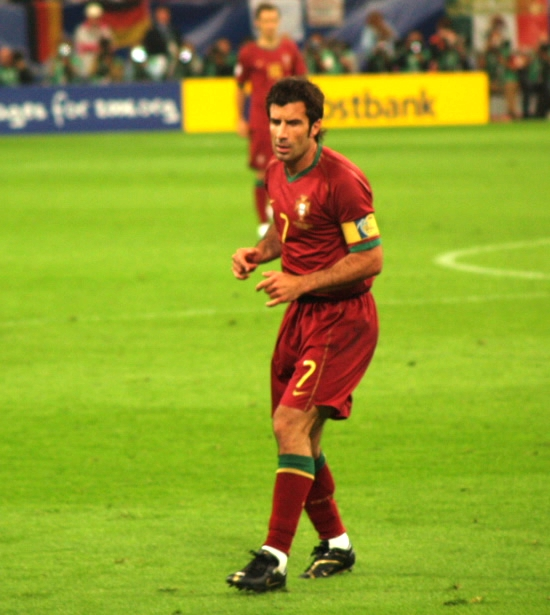
Luís Figo

- Paulo Martins Alves
- Vítor Baía
- Fernando Brassard
- Nuno Capucho
- Sérgio Conceição
- Jorge Costa
- Rui Costa
- Fernando Couto
- Dimas
- António Folha
- Luís Figo
- Nuno Gomes
- Pauleta
- Emílio Peixe
- João Pinto
- Ricardo Sá Pinto
- Paulinho Santos
- Carlos Secretário
- Paulo Sousa
- Abel Xavier